# Pasinogna
Pasinogna (també conegut com a Pasinog-na i Passinogna) és un despoblat localitzat al comtat de San Bernardino, a Califòrnia. Aquest despoblat fou una entitat de població del poble tongva-gabrielino, un poble amerindi.